# Sie werden aus Saba alle kommen

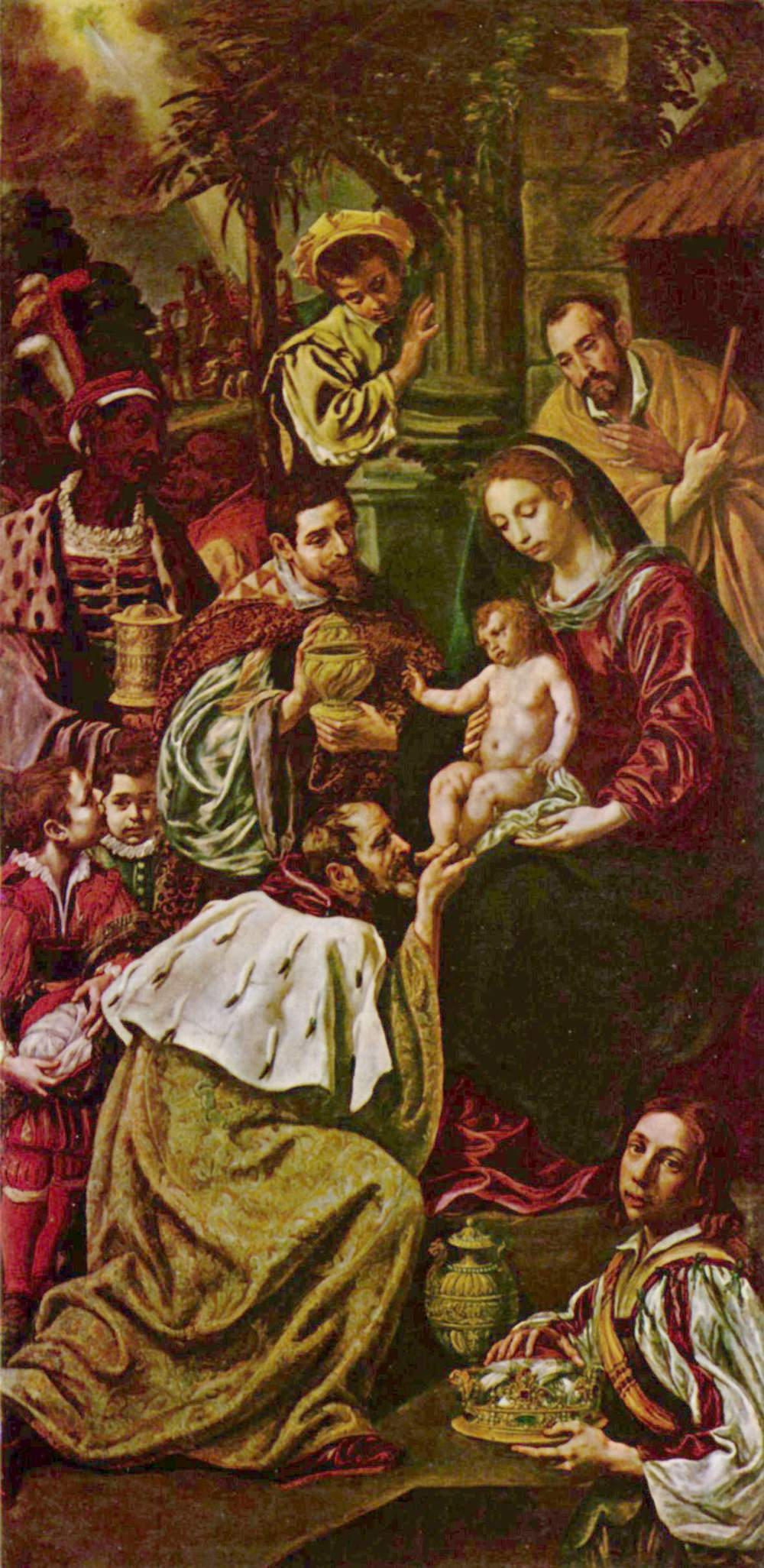
Luis Tristán, L'Adoration des mages 1716.

Sie werden aus Saba alle kommen (Ils viendront tous de Saba), (BWV 65), est une cantate religieuse de  Johann Sebastian Bach composée à Leipzig en 1724.

## Histoire et livret
Bach écrivit la cantate pour conclure le premier groupe de cantates pour le cycle de Noël à Leipzig par la fête de l'Épiphanie. Pour cette destination liturgique, deux autres cantates ont franchi le seuil de la postérité : les BWV 123 et 248/6 (sixième cantate de l'Oratorio de Noël). Il avait déjà dirigé cinq cantates Christen, ätzet diesen Tag, BWV 63 (composée à Weimar) et les récentes Darzu ist erschienen der Sohn Gottes, BWV 40, Sehet, welch eine Liebe hat uns der Vater erzeiget, BWV 64, Singet dem Herrn ein neues Lied, BWV 190, et Mein liebster Jesus ist verloren, BWV 154. Bach dirigea la cantate pour l'Épiphanie le jeudi 6 janvier 1724.
Ces quatre autres cantates ont été écrites pour l'Épiphanie :
- Liebster Jesu, mein Verlangen (BWV 32)
- Meine Seufzer, meine Tränen (BWV 13)
- Herr, wie du willt, so schicks mit mir (BWV 73)
- Jesus schläft, was soll ich hoffen? (BWV 81)

Les lectures prescrites étaient Isaïe 60:1–6 and Matthieu 2:1-12, les Rois mages apportant des présents d'or, de myrrhe et d'encens à Jésus nouveau-né. L'auteur inconnu du texte de la cantate est peut-être le même que celui des cantates Darzu ist erschienen der Sohn Gottes BWV 40 et Sehet, welch eine Liebe hat uns der Vater erzeiget BWV 64 pour les deuxième et troisième jours après Noël. Il commence par le verset final de la lecture d'Isaïe. Le poète adosse la prédiction d'Isaïe à un choral, strophe 4 de Ein Kind geborn zu Bethlehem (Puer natus in Bethlehem, 1543), qui décrit l'arrivée des Kön'ge aus Saba (Rois de Saba) de l'Évangile. Le premier récitatif proclame que l'Évangile est l’accomplissement de la prophétie d'Isaïe et conclut qu'il est du devoir du Chrétien d'offrir son cœur à Jésus. Cette idée sert de thème à l'aria suivante. Le deuxième récitatif identifie les présents ainsi : la foi à l'or, la prière à l'encens et la patience à la myrrhe, idée qui est reprise dans l'aria qui suit. La cantate se termine avec la strophe 10 du choral de Paul Gerhardt, Ich hab in Gottes Herz und Sinn.

## Structure et instrumentation
Le titre donné par Bach est :
J. J. Festo Epiphan: Concerto. à Core 2 du Chasse. 2 Hautb: da caccia. | Raison Fiauti 2 Violini è con Viola 4 Voci.
La cantate festive est écrite pour ténor et basse solistes, un chœur à quatre voix, deux cors, deux flûtes à bec, deux hautbois da caccia, deux violons, alto et basse continue. Bach employa deux cors d'harmonie plus tard dans sa cantate de Noël 1724, Gelobet seist du, Jesu Christ BWV 91 et dans la quatrième partie de son Oratorio de Noël.
1. chœur : Sie werden aus Saba alle kommen
2. chœur : Die Kön'ge aus Saba kamen dar
3. récitatif (basse) : Was dort Jesaias vorhergesehn
4. aria (basse, hautbois da caccia) : Gold aus Ophir ist zu schlecht
5. récitatif (ténor) : Verschmähe nicht, du, meiner Seele Licht
6. aria (ténor, tous les instruments) : Nimm mich dir zu eigen hin
7. choral : Ei nun, mein Gott, so fall ich dir

## Musique
Le chœur d'ouverture énonce que tous (alle) et pas seulement les trois mages doivent se rassembler pour adorer. Le cor d'harmonie s'annonce en premier et prévaut durant tout le mouvement, des développements canoniques et d'imitation illustrant l'accroissement de la foule. Le mouvement central est une grande fugue encadrée de deux parties dans lesquelles les voix sont intégrées dans une répétition de l'introduction instrumentale. John Eliot Gardiner remarque dans son Bach Cantata Pilgrimage que l'instrumentation rappelle la musique proche-orientale où « les flûtes à bec représentent les tons aigus souvent associés à la musique orientale et les hautbois da caccia (dans le registre ténor) évoquent les instruments à anche double semblables à la Chalemie, la Kaval et la zurna du proche-orient ».
Par contraste, l'ancien psaume du choral suivant qui rappelle les trois rois mages de Saba, est construit en quatre parties. Les deux récitatifs sont secco et les arias n'ont pas de da capo. Le premier récitatif, qui expose la situation du Chrétien qui n'a rien à offrir que son cœur, se termine par un arioso sur les mots « weil ich nichts Edlers bringen kann ». La première aria est accompagnée des hautbois da caccia, dont le registre bas accompagné de la voix de basse témoigne de l'humilité exprimée par cette partie du texte. Le récitatif de ténor se clôt sur « des größten Reichtums Überfluß mir dermaleinst im Himmel werden ». Pour montrer cette abondance, l'aria suivante est accompagnée de tous les instruments jouant tour à tour concertant et ensemble. Le choral final est chanté sur la mélodie Was mein Gott will, das g’scheh allzeit que Bach utilisera souvent par la suite, y compris dans le 25e mouvements de la Passion selon saint Matthieu.

## Source
- (en) Cet article est partiellement ou en totalité issu de l’article de Wikipédia en anglais intitulé « Sie werden aus Saba alle kommen, BWV 65 » (voir la liste des auteurs).